# Albert Popwell
Albert Popwell (15. juli 1926 – 9. april 1999) var en afroamerikansk teater-, tv- og filmskuespiller med en karriere, som spændte over seks årtier.
Popwell blev født og voksede op i New York City, hvor han startede en karriere som professionel danser, før han uddannede sig som skuespiller. Han fik sin debut i denne profession på Broadway i en alder af 16 år i forestillingen The Pirate. Han døde af komplikationer i forbindelse med en hjerteoperation i 1999.

## Karriere
Popwell blev castet til en lang række tv-serier, men er formentlig bedst kendt for sin optræden I fem film med Clint Eastwood, første gang i Coogan's Bluff og senere i de første fire film i serien om Dirty Harry. Popwell blev som såret bankrøver udsat for den berømte "Do you feel lucky?"-monolog i den første Dirty Harry-film. Popwell havde rollen som en koldblodig morder i Dirty Harry går amok og rollen som Big Ed Mustapha i Dirty Harry renser ud. I Dirty Harry vender tilbage er han derimod politiofficer på Dirty Harrys side i konflikten med en bande kriminelle. Det var oprindeligt meningen, at han også skulle spille en større birolle i Dødsspillet, men på grund af uoverensstemmelser om honoraret blev dette ikke til noget.
Hans sidste film var i en rolle, hvor han spillede overfor Sharon Stone i filmen Scissors. Han døde otte år senere I en alder af 72 år som følge af komplikationer efter en hjerteoperation.

## Filmografi i udvalg
- Coogan's Bluff (1968)
- De 7 fra Texas (1968)
- Dirty Harry (1971)
- Search (1972)
- Distrikt 87 Boston City (1972)
- Dirty Harry går amok (1973)
- Menneskejagt på liv og død (1973)
- Dynamitpigen (1973)
- Columbo (episode: "A Friend in Deed", 1974)
- The Single Girls (1974)
- Dynamitpigen eksploderer igen (1975)
- The Streets of San Francisco (episode: "Poisoned Snow", 1975)
- Sanford and Son (episode: "Sanford and Gong", 1976)
- Dirty Harry renser ud (1976)
- The Buddy Holly Story (1978)
- Dirty Harry vender tilbage (1983)
- The A-Team (episode: "The Out-Of Towners", 1983)
- Magnum, P.I. (episode: "Missing Melody", 1986)
- Who's That Girl (1987)
- The Siege of Firebase Gloria (1989)
- Scissors (1991)